# تحليل حواري
التحليل الحواري، (بالإنجليزية: Dialogical analysis)‏، أو بشكل أدق، تحليل التفاعل الحواري، يشير إلى طريقة تحليل التواصل الإنساني، الذي يعتمد على نظرية الحوارية. تم تطوير هذا النهج بناءً على العمل النظري لجورج هربرت ميد، وباختين.

## نظرة عامة
تفترض الحوارية العديد من المسلمات، ومنها الافتراض:
- بأن التواصل البشري، يستلزم تفاعل بين وجهات نظر متنوعة، وهي متجذرة في سياق اجتماعي تاريخي.
- وبأن معنى التواصل، قد يكون مختلفًا بحسب مفهوم المشاركين المختلفين.
- وأنه من المهم فحص عواقب التواصل.
- وأن كل من المشاركين في التواصل، يجاهد في توجيه نفسه، بحسب توجهات المحاور (أو المحاورين) الآخرين.

التحليل اللغوي، هو منهج تفسيري، يتم من خلاله بتحليل عن كثب للأقوال المنطوقة أوالمكتوبة أو بالمعاني المضمنة للإجراءات.
وعادة، تطرح الأسئلة التالية خلال التحليل الحواري:
- كيف يرى كل متفاعل حول نفسه وحول الآخر وحول ما يفكر فيه الآخرون؟
- ماذا تعني التصريحات والأفعال التي يقوم بها المتحاورون وما علاقتها بنشاط الحوار أو بالمشاركين؟
- لماذا قام المتحاور بنشاط تواصلي معين وما دلالة أقواله؟
- ما هو المعنى البديل الذي يحاول الكلام تبديده؟

وغالبًا ما يستعير الناس الكلمات والعبارات والأفكار من الأشخاص الآخرين.
على الرغم من أن التحليل الحواري يميل إلى التركيز على الخطاب، إلا أنه يختلف عن تحليل الخطاب وتحليل المحادثة لأن تركيزه يتجاوز مسألة «كيف يتحدث الناس» إلى «ما الذي يريدون تحقيقه بالحديث». يستخدم التحليل الحواري «المناقشة» باعتباراه استعارة لفهم الظواهر التي تتجاوز التواصل نفسه، مثل الذات (انظر الحوار الذاتي)، والحوارات الداخلية، والتحدث عن النفس، وسوء الفهم، والثقة وعدم الثقة،  إنتاج المعرفة،  والعلاقة بين الجماعات.
في الآونة الأخيرة، قامت محاولات لإضفاء طابعا رسميا لنقل الحوارية النظرية، إلى منهجية لتحليل البيانات. تركز هذه الأساليب على «تحسس الأسئلة» الأساية في تحليل الحوار واستنباط إجراءات خطوة بخطوة لتحليل المعاني المتعددة للكلام.